# Mistrzostwa świata w baseballu kobiet
Mistrzostwa świata w baseballu kobiet (ang. Women's Baseball World Cup) – międzynarodowy turniej baseballu organizowany przez Międzynarodową Konfederację Baseballu i Softballu (WBSC) dla żeńskich reprezentacji narodowych. Pierwsze mistrzostwa odbyły się od 30 lipca do 8 sierpnia 2004 roku w kanadyjskim Edmonton i zorganizowane przez Międzynarodową Federację Baseballu (IBAF). W 2013 po połączeniu z International Softball Federation powstała WBSC. Rozgrywki odbywają się regularnie co dwa lata. Najwięcej tytułów mistrzowskich zdobyła reprezentacja Japonii.

## Wyniki
| Rok  | Organizator | T |           | Finał             | Finał      | Finał             |              | Półfinaliści      | Półfinaliści      |  | Uwagi     |
| Rok  | Organizator | T | Zwycięzca | Wynik             | Finalista  | Półfinalista      | Półfinalista |                   |                   |  | Uwagi     |
| 2004 | Edmonton    | 1 |           | Stany Zjednoczone | 2–0        | Japonia           |              | Kanada            | Australia         |  | 5 drużyn  |
| 2006 | Tajpej      | 2 |           | Stany Zjednoczone | 13–11      | Japonia           |              | Kanada            | Australia         |  | 7 drużyn  |
| 2008 | Matsuyama   | 1 |           | Japonia           | 11–3 (F/5) | Kanada            |              | Stany Zjednoczone | Australia         |  | 8 drużyn  |
| 2010 | Maracay     | 2 |           | Japonia           | 13–3 (F/5) | Australia         |              | Stany Zjednoczone | Wenezuela         |  | 11 drużyn |
| 2012 | Edmonton    | 3 |           | Japonia           | 3–0        | Stany Zjednoczone |              | Kanada            | Australia         |  | 8 drużyn  |
| 2014 | Miyazaki    | 4 |           | Japonia           | 3–0        | Stany Zjednoczone |              | Australia         | Kanada            |  | 8 drużyn  |
| 2016 | Busan       | 5 |           | Japonia           | 10–0       | Kanada            |              | Wenezuela         | Chińskie Tajpej   |  | 12 drużyn |
| 2018 | Viera       | 6 |           | Japonia           | 6–0        | Chińskie Tajpej   |              | Kanada            | Stany Zjednoczone |  | 12 drużyn |

## Klasyfikacja medalowa
W dotychczasowej historii Mistrzostw świata na podium oficjalnie stawało w sumie 4 drużyn. Liderem klasyfikacji jest Japonia, która zdobyła złote medale mistrzostw 6 razy.
Stan na grudzień 2018.
| Lp. | Reprezentacja     | Miejsca na podium | Miejsca na podium | Miejsca na podium | Zwycięskie sezony |   |   |                                    |
| --- | ----------------- | ----------------- | ----------------- | ----------------- | ----------------- | - | - | ---------------------------------- |
| Lp. | Reprezentacja     | 1.                | Japonia           | 6                 | Zwycięskie sezony | 2 | 0 | 2008, 2010, 2012, 2014, 2016, 2018 |
| 2.  | Stany Zjednoczone | 2                 | 2                 | 2                 | 2004, 2006        |   |   |                                    |
| 3.  | Kanada            | 0                 | 2                 | 4                 |                   |   |   |                                    |
| 4.  | Australia         | 0                 | 1                 | 1                 |                   |   |   |                                    |
| 5.  | Chińskie Tajpej   | 0                 | 1                 | 0                 |                   |   |   |                                    |
| 6.  | Wenezuela         | 0                 | 0                 | 1                 |                   |   |   |                                    |